# Arion vejdorskyi
Arion vejdorskyi е вид охлюв от семейство Arionidae.

## Разпространение
Този вид е разпространен в Чехия.